# 塞略
塞略（法語：Cellieu，法語發音：[sɛljø]）是法国卢瓦尔省的一个市镇，属于圣艾蒂安区。

## 地理
塞略（45°31'22"N, 4°32'28"E）面积12.11 平方千米，位于法国奥弗涅-罗讷-阿尔卑斯大区卢瓦尔省，该省份为法国中南部省份，北起顺时针与索恩-卢瓦尔省、罗讷省、伊泽尔省、阿尔代什省、上盧瓦爾省、多姆山省和阿列省接壤。
与塞略接壤的市镇（或旧市镇、城区）包括：瓦尔弗勒里、沙尼翁、拉格朗克鲁瓦、洛尔姆、洛雷特、圣沙蒙、热尼拉克。

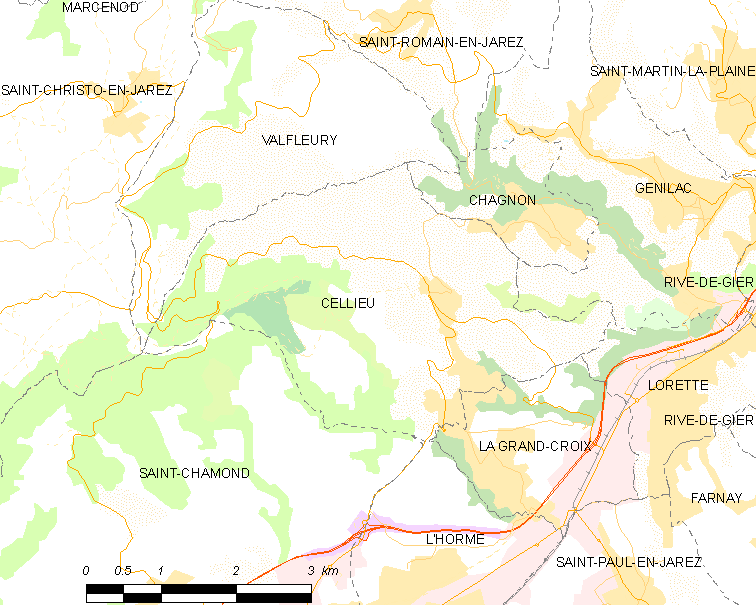
塞略的OSM定位图

塞略的时区为UTC+01:00、UTC+02:00（夏令时）。

## 行政
塞略的邮政编码为42320，INSEE市镇编码为42032。

## 政治
塞略所属的省级选区为索尔比耶县。

## 人口

1962-2008年间塞略人口变化图示

塞略于2022年1月1日时的人口数量为1719人。